# Asplenium jahandiezii
Doradille du Verdon, Doradille de Jahandiez
Espèce
Statut de conservation UICN

 NT  : Quasi menacé
Asplenium jahandiezii , appelée Doradille du Verdon, Doradille de Jahandiez  est une fougère de la famille des Aspleniaceae,,.

## Description
Rachis entièrement vert. Pennes partiellement soudé à ce dernier. Petites frondes longues de 5 à 10 cm. Limbe glabre.

## Répartition
Espèce endémique des gorges du Verdon dans les départements du Var et des Alpes-de-Haute-Provence. On trouve cette petite fougère accrochée sur les falaises bordant les gorges. Elle est souvent dans un environnement sombre, à l'ombre des parois et de la végétation.

## Menaces
Les aménagements routiers, les ouvertures de voies d'escalade et les collectionneurs indélicats menacent cette espèce rare et protégée au niveau national (annexe 1).